# Duris von Samos
Duris (altgriechisch Δοῦρις Doúris; * um 330 v. Chr. auf Sizilien) war ein antiker griechischer Geschichtsschreiber und Schriftsteller des beginnenden Hellenismus.

## Leben
Über Duris ist nur wenig bekannt, da die Überlieferung spärlich ist. Seine Familie stammte aus Samos; sein Vater hieß Skaios, und Duris hatte zumindest zwei Brüder: Lynkeus und Lysagoras. Er wurde in der Exilzeit geboren, nachdem die Athener unter Timotheos die Insel 366/365 v. Chr. erobert und in eine Kleruchie verwandelt hatten; der genaue Zeitpunkt seiner Geburt ist unbekannt. Es wird angenommen, dass sich die Familie nach Sizilien flüchtete und Duris auch dort geboren wurde. 
Als Duris 320/321 v. Chr. mit seiner Familie nach Samos zurückkehrte, kam es zu Konflikten zwischen den neuen und den früheren Landbesitzern. Duris’ Vater Skaios übernahm in dieser Krise eine entscheidende Rolle, und es bildete sich zu einem nicht genau datierbaren Zeitpunkt eine Art Tyrannis mit Skaios an der Spitze heraus. 
Der Bruder namens Lynkeus war Ende des 4. Jahrhunderts Schüler des Theophrast an der von Aristoteles gegründeten peripatetischen Schule in Athen; ob Duris dort ebenfalls studierte, ist in der neueren Forschung umstritten.
Duris trat zu einem unbekannten Zeitpunkt die Nachfolge seines Vaters als Tyrann von Samos an, was er vermutlich blieb, bis die Insel 281 v. Chr. an König Ptolemaios II. überging. Man geht aufgrund einer Bemerkung bei Plinius dem Älteren (Plinius, Naturalis historia 8,40) davon aus, dass Duris in diesem Jahr noch lebte und an einem Werk schrieb. Eventuell fungierte Duris auch weiterhin als Machthaber, da sein Bruder Lynkeus ein Gastfreund von Ptolemaios war.

## Werke
Seine umfangreichen Schriften sind nur in Fragmenten erhalten. Das Hauptwerk ist eine Geschichte der Zeit von Philipp II. bis Demetrios Poliorketes (281 v. Chr.). Es umfasste mindestens 23 Bücher, war in der Tendenz anti-makedonisch und ist unter verschiedenen Titeln bekannt: Historien (Ἰστορίαι Historíai), Hellenika (Ἑλληνικά Hellēniká) und Makedonika (Μακεδονικά Makedoniká). Duris übte bereits im Vorwort Kritik an verschiedenen anderen Geschichtsschreibern (darunter Ephoros von Kyme und Theopompos) und war der Ansicht, die Geschichtsschreibung müsse durch einen tragischen Stil und Nachahmung (Mimesis) den Leser fesseln. Diese Darstellungsweise wird in der Forschung oft als „tragische Geschichtsschreibung“ bezeichnet, doch ist der Begriff eher unpassend; die Gegenrichtung ist die sogenannte „pragmatische Geschichtsschreibung“ (Polybios). Insofern ist Duris nicht nur als Geschichtsschreiber, sondern auch hinsichtlich der von ihm entwickelten historiographischen Darstellungsweise von Bedeutung. Duris hätte demnach anscheinend der kunstvollen Schilderung oft größeren Wert beigemessen als der Genauigkeit der Darstellung; schon in der Antike wurde sein Stil hinsichtlich der „Sensationslust“ kritisiert. Das Sensationelle als Darstellungsform war keineswegs völlig neu, sondern findet sich bereits bei früheren Geschichtsschreibern seit Herodot; man kann aber das Werk des Duris durchaus als „Sensationshistorie“ bezeichnen.
Des Weiteren schrieb Duris mehrere andere Werke, so eine Geschichte seiner Heimat Samos und ein Werk über Agathokles von Syrakus in vier Büchern. Hinzu kommen literaturgeschichtliche und kunsthistorische Abhandlungen mit Titeln wie Über die Tragödie, Über die Malerei und Über die Wettkämpfe, doch sind diese faktisch verloren gegangen. Seine Schriften werden von Diodor, Plutarch und Athenaios mehrmals zitiert.
Die erhaltenen Fragmente sind in Felix Jacobys Die Fragmente der griechischen Historiker (FrGrHist) ediert (Nr. 76).